# Dieter Grahn
Dieter Grahn (* 20. března 1944, Zobten) je bývalý východoněmecký veslař. Dvakrát se stal na čtyřce bez kormidelníka olympijským vítězem, v roce 1968 v Ciudad de México a v roce 1972 v Mnichově.